# Gardonja
Gardonja (mađ. Drávagárdony) je pogranično selo u južnoj Mađarskoj.
Zauzima površinu od 6,27 km četvornih.

## Zemljopisni položaj
Nalazi se na 45° 57' sjeverne zemljopisne širine i 17° 37' istočne zemljopisne dužine, 1,7 km od sjeveroistočno od Drave i 2 km sjeveroistočno od granice s Republikom Hrvatskom. Najbliža naselja u RH su Novi Gradac 4,5 km jugozapadno i Detkovac 5 km južno.
Tomašin je 1,5 km zapadno, Darány je 2 km sjeverno-sjeverozapadno, Dombov je 1 km sjeveroistočno, Potonja je 3 km istočno-jugoistočno, a Novo Selo je 5 km jugoistočno.

## Upravna organizacija
Upravno pripada Barčanskoj mikroregiji u Šomođskoj županiji. Poštanski broj je 7977.

## Promet
1 km sjeverno od Gardonje prolazi željeznička prometnica Barča – Viljan. Najbliža postaja je 3,5 km sjeveroistočno u Dombovu.

## Stanovništvo
Gardonja ima 166 stanovnika (2001.). Mađari su većina. Romi čine 7,9% te ostali. Rimokatolika je 50,9%, kalvinista je 32,7%, bez vjere 10,9% te ostalih. 

## Vanjske poveznice
- (mađ.) Gardonjske stranice  Arhivirana inačica izvorne stranice od 10. ožujka 2011. (Wayback Machine)
- Gardonja na fallingrain.com